# Peter I. von Carcassonne
Peter I. von Carcassonne (auch Pere Roger und Peter Roger, * um 981 in Carcassonne; † 1051 in Girona) war ein Graf von Carcassonne und Bischof von Girona (1011–1051).

## Leben und Werk
Peter war der erstgeborene Sohn des Grafen Roger I. von Carcassonne und seiner Frau Adelaida de Gavaldà. Er war Bruder des Grafen Ramon I. von Carcassonne, von Graf Bernat I. von Foix und von Ermessenda von Carcassonne. Durch Heirat seiner Schwester Ermessenda wurde er Schwager des Grafen von Barcelona Ramon Borrell.
Zu Lebzeiten seines Vaters war er zusammen mit seinem Bruder Ramon I. von Carcassonne mit Leitungsaufgaben der Grafschaft betraut. Sein Vater hinterließ ihm Anteile an den Grafschaften und einer Reihe von Abteien und kirchlichen Gütern in Carcassonne, Rasès, Foix und Coserans. Als um 1010 sein Bruder Ramon I. starb, gab er die (Teil-)Leitung der Grafschaft ab und wurde auf Geheiß seiner Schwester Ermessenda zum Bischof von Girona gewählt. In dieser Position verblieb er bis zu seinem Tod im Jahr 1051. Während seines Pontifikates profitierte das Bistum Girona von Spenden seiner Schwester. Peter von Carcassonne ließ ab 1010 die neue, romanische Kathedrale von Girona, einen Bischofspalast und eine Residenz für die Domherren bauen.